# アビゲイル (アルバム)
『アビゲイル』（Abigail）は、デンマークのヘヴィメタル・バンド、キング・ダイアモンドが1987年に発表した2作目のスタジオ・アルバム。

## 背景
ジョナサン・ラ・フェイとミリアム・ネイティアスのカップルを主人公とした恐怖物語を綴ったコンセプト・アルバムで、2人が移住した邸宅で1777年7月7日に埋葬された死産児「アビゲイル」（ジョナサンの先祖の妻が身籠った不義の子）が、ミリアムに憑依して彼女の子として再生しようとする物語となっている。Eduardo Rivadaviaは、アビゲイル・ラ・フェイというキャラクターの名前に関して、サタン教会の創始者アントン・ラヴェイから影響を受けた可能性を指摘している。
本作のセッションで録音された曲「シュライン」は、アルバム全体のコンセプトに合わなかったことから本作からは外され、シングル「ザ・ファミリー・ゴースト」のB面に収録された。本作リリースに伴うツアーの模様は、1991年にライブ・アルバム『イン・コンサート1987—アビゲイル—』として発表された。
なお、バンドは2002年、本作の続編に当たるアルバム『アビゲイルII:ザ・リヴェンジ』を発表した。

## 反響・評価
スウェーデンでは前作『フェイタル・ポートレイト』（1986年）に続くナショナル・チャート入りを果たし、2回（4週）連続でトップ60入りして最高39位を記録した。アメリカではバンド初のBillboard 200入りを果たし、最高123位を記録した。
Eduardo Rivadaviaはオールミュージックにおいて5点満点中4.5点を付け「キング・ダイアモンドのソロ・キャリアにおける名盤として広く知られているのみならず、ヘヴィメタル界においても特に偉大なコンセプト・アルバムの一つである」と評している。ドム・ローソンは2020年、キング・ダイアモンドの全キャリア（マーシフル・フェイト名義の作品も含む）におけるアルバムのランキングで本作を3位に挙げ「完璧なリフが燃え盛る、見事なまでに捩れたホラー・ショウ」と評している。

## 収録曲
特記なき楽曲はキング・ダイアモンド作。
1. フューネラル - "Funeral" – 1:30
2. アライヴァル - "Arrival" – 5:26
3. ア・マンション・イン・ダークネス - "A Mansion in Darkness" (King Diamond, Andy LaRocque) – 4:34
4. ザ・ファミリー・ゴースト - "The Family Ghost" – 4:05
5. ザ・セヴンス・デイ・オヴ・ジュライ・1777 - "The 7th Day of July 1777" (K. Diamond, A. LaRocque) – 4:50
6. オーメンズ - "Omens" – 3:56
7. ザ・ポゼッション - "The Possession" (K. Diamond, Michael Denner) – 3:26
8. アビゲイル - "Abigail" – 4:50
9. ブラック・ホースメン - "Black Horsemen" – 7:39

### 1997年リマスターCDボーナス・トラック
1. シュライン - "Shrine" (K. Diamond, A. LaRocque) – 4:23
2. ア・マンション・イン・ダークネス（ラフ・ミックス） - "A Mansion in Darkness (Rough Mix)" (K. Diamond, A. LaRocque) – 4:35
3. ザ・ファミリー・ゴースト（ラフ・ミックス） - "The Family Ghost (Rough Mix)" – 4:09
4. ザ・ポゼッション（ラフ・ミックス） - "The Possession (Rough Mix)" (K. Diamond, M. Denner) – 3:28

## 参加ミュージシャン
- キング・ダイアモンド - ボーカル
- アンディ・ラ・ロック - リードギター
- マイケル・デナー - リードギター
- ティミ・ハンセン - ベース
- ミッキー・ディー - ドラムス

アディショナル・ミュージシャン
- ロベルト・ファルカン - キーボード・エフェクト